# Malojaroslaveckij rajon
Il Malojaroslaveckij rajon (in russo Малоярославецкий район?) è un rajon dell'Oblast' di Kaluga, nella Russia europea; il capoluogo è Malojaroslavec. Istituito nel 1929, ricopre una superficie di 1.547 chilometri quadrati.